# Вільноандріївка
Вільноандрі́ївка — село в Україні, Запорізькому районі Запорізької області. Входить до складу Михайлівської сільської громади.
Площа села — 56,9 га. Кількість дворів — 367, кількість населення на 01.01.2007 р. — 871 чол.

## Географія
Село Вільноандріївка знаходиться на лівому березі річки Дніпро в місці впадання в неї річки Вільнянка, вище за течією на відстані в 4 км розташоване село Андріївка, вище за течією річки Вільнянка на відстані 1,5 км розташоване село Вільнокур'янівське.
Село розташоване за 34 км від міста Вільнянськ, за 26 км від обласного центру.
Найближча залізнична станція — платформа 9 км — знаходиться за 20 км від села.

## Історія
Вільноадріївка утворилась на межі 1920-1930-х років переселенцями із с. Вознесенка (нині — центр Запоріжжя).
В 1917 році селище входить до складу Української Народної Республіки.
Внаслідок поразки Перших визвольних змагань Вільноандріївка надовго окупована радянськими військами.
В 1932–1933 селяни Вільноандріївки пережили радянський геноцид українців.
11 жовтня 1943 року Вільноандріївку було звільнено Червоною Армією. Через це день села досі відзначається 11 жовтня.
З 24 серпня 1991 року село входить до складу незалежної України.

## Сьогодення
В центрі села знаходиться братська могила вояків Червоної армії і пам'ятник односельцям, загиблим під час Другої світової війни.
На території села розміщено дитячий оздоровчий табір «Маяк» (ВАТ Мотор-Січ) та санаторій профілакторій ВАТ Мотор-Січ.
В селі працює дев'ятирічна загальноосвітня школа.
09 липня 2014 року місцева футбольна команда ФК "Андріївка", яка була створена Володимиром Колядою та Володимиром Голіщевим, стала срібним призером Кубку міста Запоріжжя з футболу сезону 2014 року, програвши у фіналі на стадіоні "Славутич Арена" 2:10 ФК "Мотор". 
https://youtu.be/MqJMwderG0Y
https://youtu.be/pcEq0n6hzH4
25 лютого 2015 року у селі невідомі завалили пам'ятник Леніну.